# Rijswijk
Rijswijkⓘ là một đô thị ở phía tây Hà Lan, trong tỉnh Zuid-Holland. Đây là một ngoại ô của Den Hag (dân số: 47.693 người trong năm 2004) với diện tích 14,48 km² (trong đó 0,43 km² là mặt nước).

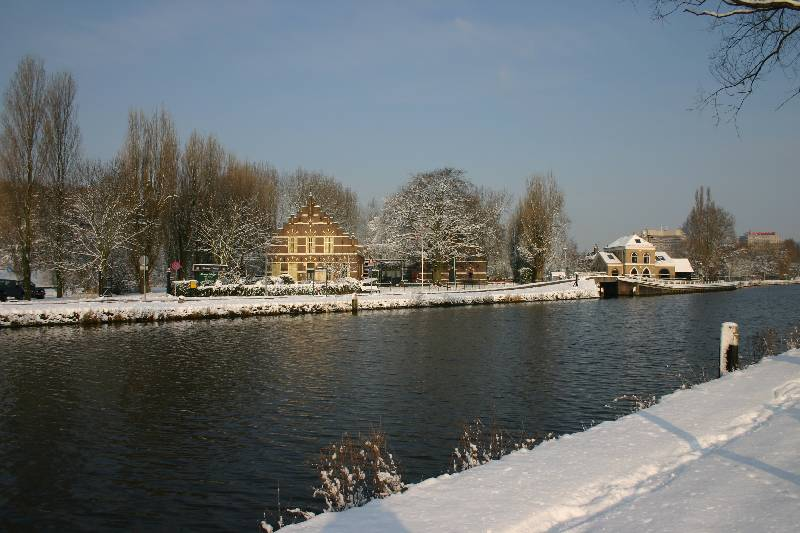
Phố Jaagpad ở Rijswijk

Đô thị Rijswijk Đô thị này gồm các thị xã, thị trấn, làng sau: 't Haantje và Sion.

## Dân địa phương nổi tiếng
- Adriaen van der Kabel, họa sĩ (1630-1705)
- Hendrik Tollens, nhà thơ (1780-1856)
- Henri ter Hall, nghệ sĩ và chính trị gia (1866-1944)
- Otto Kriens, họa sĩ (1873-1930)
- Johan Buziau, nghệ sĩ (1877-1958)
- Louis Otten, cầu thủ bóng đá (1883-1946)
- Teddy Scholten, thắng cuộc Eurovision Song Contest 1959 (sinh năm 1926)
- Felix Thijssen, nhà văn (sinh năm 1933)
- Johan van Benthem, logician (sinh năm 1949)
- Peter Slaghuis, DJ và nhạc công (1961-1991)
- Karin de Groot, nhân vật truyền hình (sinh năm 1965)
- Ilja Leonard Pfeijffer, nhà thơ (sinh năm 1968)
- Odette Simons, nữ nhân vật truyền hình (sinh năm 1976)
- Richard Knopper, cầu thủ bóng đá (sinh năm 1977)